# Žman
Žman (italsky Sman) je vesnice a přímořské letovisko v Chorvatsku v Zadarské župě, nacházející se na ostrově Dugi otok, spadající pod opčinu Sali. V roce 2011 zde žilo celkem 199 obyvatel. V roce 1991 většinu obyvatelstva (94,81 %) tvořili Chorvati.
Sousedními vesnicemi jsou Luka a Zaglav. Nejdůležitější dopravní komunikací je silnice D109.